# Шкитак, Антон
Антон Шкитак (укр. Антін Шкитак; псевдоним — «Емельян» 1917 — 29 ноября 1943) — украинский националист, военнослужащий батальона «Нахтигаль», майор УПА, один из организаторов Украинской народной самообороны.

## Биография
Родился в селе Борыня (ныне Львовская область, Украина).
С апреля 1941 военнослужащий батальона Нахтигаль, после его расформирования — боец 201-го батальона охранной полиции.
Летом 1943 года выступил организатором и командиром учебного батальона УНС «имени Кривоноса» в Карпатах.
Погиб 29 ноября 1943 года, во время боя с подразделениями Дрогобычского гестапо и шуцполиции вблизи села Недельная на Старосамборщине. 26 солдат УНС погибли вместе с ним, 17 из которых были похоронены в общей могиле. В настоящее время на могиле установлен памятник, посвященный этому событию.